# Keiberg-Leerbeek
Keiberg-Leerbeek is de naam van een natuurgebied ten noordwesten van Riksingen, dat wordt beheerd door Natuurpunt.
Het in vochtig-Haspengouw gelegen gebied omvat het brongebied en de bovenloop van de Leerbeek, een beek die bij Guigoven in de Mombeek uitmondt.
Ten noorden van de Leerbeek, welke op ongeveer 70 meter hoogte ligt, bevindt zich een steilrand welke voert naar de Keiberg op 102 meter. Ten noorden daar weer van ligt het natuurgebied Hasselbos.
Keiberg-Leerbeek vormt een kleinschalig, afwisselend landschap met kleine bosjes, houtwallen, singels en weilanden.

## Flora en fauna
Keiberg-Leerbeek heeft een flora van matig voedselrijke, vochtige graslanden met soorten als: heelkruid, daslook, zeegroene zegge, blauwe zegge, akkerdravik, donkergroene basterdwederik, kruisbladwalstro, fijne ooievaarsbek, aarddistel, knolsteenbreek, kandelaartje, betonie, wrangwortel, grasklokje, en gevlekte orchis.
Het gebied is, door zijn kleinschaligheid en afwisseling, aantrekkelijk voor vele vogelsoorten, zoals
Wielewaal, sijs, geelgors, huiszwaluw, boerenzwaluw, boompieper, veldleeuwerik en patrijs.
Tot andere belangrijke diersoorten behoren hazelworm, struiksprinkhaan, greppelsprinkhaan, boskrekel en wijngaardslak.